# Protocol.com (página web)
Protocol es un sitio web estadounidense de noticias de tecnología, que cubre principalmente la influencia que esta puede tener en la política y las personas con poder que se encuentran detrás de la tecnología. Es propiedad de Axel Springer SE empresa propietaria del periódico Politico. El objetivo de Protocol es centrarse en las tres "P" de la tecnología: personas, poder y política.
La diferencia entre Protocol y otras publicaciones especializadas (como puede ser The Verge) es el tratamiento de la información y, por consecuencia, el público al que se dirige.

## Propósito
Según sus creadores, el propósito de Protocol es ser un medio que analiza de manera imparcial la tecnología y el poder que hay detrás de ella para ayudar a los tomadores de decisiones.

## Áreas de información
Protocol cubre los siguientes temas:
- La lucha del poder y la influencia el mundo de la tecnología.
- Los choques entre los legisladores y las grandes compañías tecnológicas.
- Las diferentes cuestiones relacionadas con la influencia de la tecnología en la gente y el planeta.

La página web tiene un total de ocho newsletters o boletines informativos (Source Code, Workplace, Pipeline, China, Fintech, Next Up y Gaming) de suscripción gratuita por correo electrónico, y los creadores no descartan crear en un futuro un servicio de suscripción pagada similar a Politico Pro, que tenga una herramienta de trabajo para los suscriptores y que también otorgue acceso a contenidos exclusivos.
Según Vanity Fair, Protocol ha sido lanzado en un mercado en el que hoy en día es muy difícil triunfar.

## Braintrust
Braintrust es una comunidad de expertos y magnates tecnológicos de diferentes empresas, como pueden ser Google, Samsung o IBM, entre otros, que se reúnen para comentar asuntos relacionados con la tecnología en el ámbito económico y financiero, la productividad en el trabajo y la política. En estas reuniones colaboran con los periodistas para crear artículos que luego se publican en la página web del periódico.
Varios de los periodistas que colaboran provienen de periódicos y agencias reputadas, como pueden ser Wired, Reuters, The Wall Street Journal, The New York Times o Gizmodo, entre otros. 

## Controversias
Según DigiDay, varios trabajadores aseguran que han tenido discrepancias con Grieve (director ejecutivo) por su manera de querer hacer las cosas. Exempleados de Grieve, según este medio, lo definen como una persona demasiado ambiciosa, algo agresiva y también como "combustible". Grieve también mantuvo una discusión con Emily Dreyfuss, una editora y periodista de Wired.
Otra crítica que recibe Protocol es la de tener una falta de diversidad en la redacción, ya que la gran mayoría de empleados son blancos, y, además, durante la crisis del Covid-19, de los empleados despedidos por "motivos económicos", varios eran de color.
Según personas cercanas a Robert Allbritton, el creador, Protocol podría ser como TBD, un periódico de política local creado también por Allbritton y que fracasó.